# Torneo de Nanchang 2016
El Jiangxi International Women's Tennis Open 2016 es un torneo de tenis profesional jugado en canchas duras.  Se llevará a cabo en Nanchang, China, entre el 1 de agosto al 2 de agosto de 2016.

## Cabezas de serie

### Individuales
| Tenista             | Ranking | Preclasificada |
| Magda Linette       | 86      | 1              |
| Kurumi Nara         | 91      | 2              |
| Francesca Schiavone | 107     | 3              |
| Donna Vekić         | 109     | 4              |
| Zhang Kailin        | 112     | 5              |
| Vania King          | 120     | 6              |
| Risa Ozaki          | 126     | 7              |
| Han Xinyun          | 127     | 8              |
| Elitsa Kostova      | 131     | 9              |

- Ranking del 25 de julio de 2016

### Dobles
| Tenista                      | Ranking | Preclasificada |
| Wang Yafan Yang Zhaoxuan     | 123     | 1              |
| Shuko Aoyama Makoto Ninomiya | 154     | 2              |
| Han Xinyun Zhang Kailin      | 180     | 3              |
| Miyu Kato Kurumi Nara        | 219     | 4              |

## Campeonas

### Individuales femeninos
Duan Yingying venció a  Vania King por 1-6, 6-4, 6-2

### Dobles femenino
Chen Liang /  Lu Jingjing vencieron a  Shuko Aoyama /  Makoto Ninomiya por 3-6, 7-6(2), [13-11]